# Phrurolithus apertus
Phrurolithus apertus är en spindelart som beskrevs av Willis J. Gertsch 1935. Phrurolithus apertus ingår i släktet Phrurolithus och familjen flinkspindlar. Inga underarter finns listade i Catalogue of Life.